# Laguna Parón
La laguna Parón es una laguna del Perú situada en la provincia de Huaylas en el departamento de Áncash. Con una superficie de 1 656 330 m², es el depósito natural de agua dulce más grande de la Cordillera Blanca y del Parque Nacional Huascarán de la región Áncash.
El 5 de febrero de 2010 la laguna Parón se declaró Patrimonio Cultural de la Nación, a través del Decreto Supremo n. 002-2010-MINAM firmado por el presidente Alan García Pérez, el presidente del consejo de ministros Javier Velásquez Quesquén, el ministro de Agricultura Aldolfo de Córdova y el ministro del Ambiente Antonio Brack Egg.
Es una laguna considerada con riesgo de desembalse por lo que ha sido declarada en emergencia cuando el nivel de agua ha sobrepasado los límites máximos.

## Localización y características

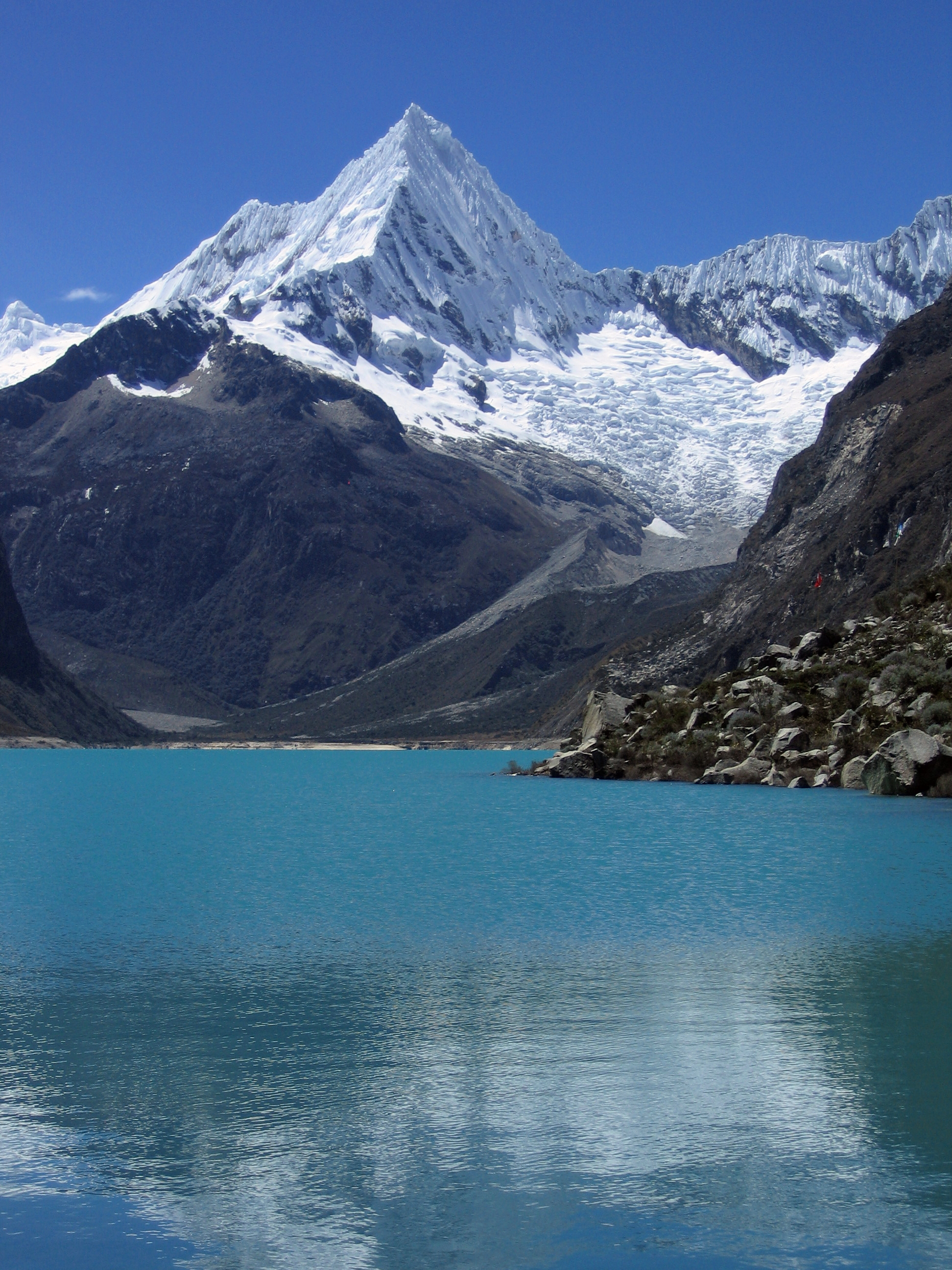
Vista del lago parón desde la orilla.

Está ubicada a 32 km de la ciudad de Caraz, capital de la Provincia de Huaylas, a 4185 metros sobre el nivel del mar, con un máximo de 76 metros desde el espejo de agua hasta el fondo. Su contenido de agua se estima en 55 millones de metros cúbicos, de ahí que sea también utilizada como reservorio de agua para abastecer a la Central hidroeléctrica Cañón del Pato, una de las principales generadoras de energía del Perú.
Parón es la laguna más grande de la Cordillera y desde allí, en un día de cielo despejado, se pueden apreciar el pico del nevado Artesonraju, los nevados Pirámide, Huandoy Norte, Pisco, Chacraraju y Paria.

## Conflicto socioambiental
El 29 de julio del 2008, las autoridades de la comunidad campesina Cruz de Mayo, usuarios por derecho de las aguas de la cuenca, tomaron las instalaciones de la empresa Duke Energy Perú, concesionaria de la hidroeléctrica Cañón del Pato, reclamando los daños que su gestión del agua causaba en los cultivos y red de riego, así como su impacto en la calidad de agua de la planta de agua potable de la ciudad de Caraz. Esta acción permitió que el volumen de las aguas recuperase su nivel original, devolviendo al entorno su belleza natural y dio a la laguna un uso únicamente turístico. 
Entre los años 2008 y 2014 la empresa por un lado, y la comunidad Cruz de Mayo y el Frente de Defensa de la Laguna Parón y el Medio Ambiente, entre otros actores, iniciaron conversaciones, estableciéndose luego el mecanismo denominado Mesa de diálogo, impulsado por el Gobierno del Perú y con participación de la Autoridad Nacional del Agua. La Mesa de Diálogo concluyó en febrero de 2014, firmándose un acuerdo entre las comunidades y la empresa que permite el uso del agua para la generación hidroeléctrica bajo la supervisión de un tercero independiente. Cerrada la mesa de diálogo, ambas partes mantienen conversaciones para asegurar la correcta administración del agua.